# Струнный квартет № 13 (Шостакович)
Струнный квартет № 13 си-бемоль минор, соч. 138 — музыкальное произведение Дмитрия Шостаковича, написанное летом 1970 года.
Произведение посвящено альтисту Квартета имени Бетховена Вадиму Борисовскому. Впервые было исполнено квартетом 11 декабря 1970 года в Москве (прослушивание в Союзе композиторов). Уже через два дня состоялось первое публичное исполнение — в Малом зале им. М. И. Глинки Ленинградской филармонии, а 20 декабря квартет был сыгран в Москве — в Малом зале консерватории. Оба исполнения имели успех и игрались ещё и на бис.
5 января 1971 года на «Мелодии» была произведена запись произведения (сыграно всё теми же «бетховенцами»).
Произведение является продолжением и развитием языка симфонии № 14 и встаёт в ряд поздних сочинений Шостаковича, посвящённых теме смерти. Партия альта является доминирующей в произведении, что позволило С. М. Слонимскому охарактеризовать квартет как «диалог солирующего альта и струнного трио».
Позднее композитор А. В. Чайковский осуществил переложение квартета для симфонического оркестра (симфония для альта и струнных «Тринадцатый»).

## Строение квартета
В квартете всего одна часть:
- 1. Adagio — Doppio movimento — Tempo primo

## Рецензии
- Слонимский С. М. О благородстве человеческого духа // Советская музыка. 1971. № 7. С. 31-33
- Тараканов M. Е. Заметки о новом сочинении // Советская музыка. 1971. № 7. С. 34-39
- Шаверзашвили Ал. Творение большого художника. Премьера тринадцатого квартета Д. Шостаковича // Заря Востока, 1971, 22 сент.